# Claudia Barainsky
Claudia Barainsky (ur. 30 września 1965 w Berlinie) – niemiecka śpiewaczka operowa, sopranistka. Laureatka Preis der Deutschen Schallplattenkritik dla najlepszej śpiewaczki oraz nagrody MIDEM.

## Dyskografia
- 1996: Aribert Reimann - Lieder
- 1997: Arnold Schönberg - Von heute auf morgen
- 1998: Slawische Rhapsodie op. 23; Der zerbrochene Krug op. 36
- 2001: Janusgesicht; a twilight's song; Lieder und Schneebilder; Vers quelque part ... - façons de partir; in nomine
- 2001: Matthias Pintscher: Sur départ; Hérodiade-Fragmente; Music From Thomas Chatterton
- 2001: Egon Wellesz: Die Bakchantinnen
- 2006: Sergej Prokofjew - Lieder
- 2006: Music of the Viennese School: Berg, Webern, Schönberg
- 2007: Festspieldokumente Salzburger Festspiele 2004 (Kurtág - Widmann): Botschaften des verstorbenen Fräuleins R.V. Trussowa / ...umdüstert...
- 2007: Hans Werner Henze: Symphonie No. 8; Die Bassariden; Nachstücke und Arien
- 2008: José M. Sánchez-Verdú: Alqibla; La rosa y el ruiseñor; Elogio del horizonte; Ahmar-aswad; Palsajes del placer de la culpa
- 2008: Bernd Alois Zimmermann: Requiem für einen jungen Dichter
- 2011: Arnold Schönberg: Sämtliche Lieder · Complete Songs
- 2011: Luigi Nono: Al gran sole carico d'amore
- 2011: Aribert Reiman: Medea
- 2016: Arnold Schönberg - Piano Arrangements
- 2016: Johann Strauss Jr.: Der Zigeunerbaron
- 2016: Morton Feldman: Beckett Material
- 2018: Cantai
- 2018: Luigi Nono:Como una ola de fuerza y luz; .....sofferte onde serene... / Paulo de Assis: unfolding waves... con luigi nono
- 2019: Krzysztof Meyer: Chansons d’un rêveur solitaire, Op. 116 / Symphony No. 8 "Sinfonia da Requiem", Op. 111